# Porichthys
Porichthys is een geslacht van straalvinnige vissen uit de familie van kikvorsvissen (Batrachoididae). Het geslacht is voor het eerst wetenschappelijk beschreven in 1854 door Girard.

## Soorten
- Porichthys analis
- Porichthys bathoiketes Hubbs & Schultz, 1939
- Porichthys ephippiatus Walker & Rosenblatt, 1988
- Porichthys greenei Gilbert & Starks, 1904
- Porichthys kymosemeum Gilbert, 1968
- Porichthys margaritatus (Richardson, 1844)
- Porichthys mimeticus Walker & Rosenblatt, 1988
- Porichthys myriaster Hubbs & Schultz, 1939
- Porichthys notatus Girard, 1854
- Porichthys oculellus Walker & Rosenblatt, 1988
- Porichthys oculofrenum Gilbert, 1968
- Porichthys pauciradiatus Caldwell & Caldwell, 1963
- Porichthys plectrodon Jordan & Gilbert, 1882
- Porichthys porosissimus (Cuvier, 1829)